# Боане
Боане (фр. Boisney) насеље је и општина у северној Француској у региону Горња Нормандија, у департману Ер која припада префектури Берне.
По подацима из 2011. године у општини је живело 285 становника, а густина насељености је износила 49,48 становника/km². Општина се простире на површини од 5,76 km². Налази се на средњој надморској висини од 159 метара (максималној 170 m, а минималној 149 m).

## Демографија
| 1962. | 1968. | 1975. | 1982. | 1990. | 1999. | 2011. |
| ----- | ----- | ----- | ----- | ----- | ----- | ----- |
| 210   | 241   | 249   | 242   | 276   | 301   | 285   |

График промене броја становника у току последњих година